# Gianluca Senatore
Gianluca Senatore, noto anche con lo pseudonimo di Cato (Torino, 11 luglio 1971), è un chitarrista e bassista italiano, ex membro degli Africa Unite, cofondatore e attualmente membro dei The Bluebeaters, considerato uno dei protagonisti della nuova scena torinese dei Murazzi.
Ha collaborato, fra gli altri, anche con Vinicio Capossela e Levante.

## Carriera
La sua carriera inizia nel 1992 quando entra a far parte dei Loschi Dezi come chitarrista. Nel 1994 sostituendo Ciro Cirri entra a far parte degli Africa Unite nel ruolo di bassista. Nel marzo del 1994 contribuisce alla formazione di Giuliano Palma & the Bluebeaters, progetto che unisce i componenti di band differenti come Africa Unite, Fratelli di Soledad e Casino Royale.
Con gli Africa Unite rimane per 12 anni registrando 7 album tra live e studio fino al 2005, quando decide di dedicarsi interamente al progetto Giuliano Palma & the Bluebeaters, nel quale suona ancora la chitarra ritmica.

## Discografia

### Con i Fratelli di Soledad
- 1994 - Gridalo forte

### Con gli Africa Unite
- 1995 - Un sole che brucia
- 1997 - Il gioco
- 2000 - Vibra
- 2001 - 20 (tributo a Bob Marley)
- 2003 - Mentre fuori piove

### Con Vinicio Capossela
- 1996 - Il ballo di San Vito

### Con Giuliano Palma & The Bluebeaters
- 1999 - The Album
- 2001 - The Wonderful Live
- 2005 - Long Playing
- 2007 - Boogaloo
- 2009 - Combo

### Con Levante
- 2014 - Manuale distruzione

### Con The Bluebeaters
- 2015 - Everybody Knows
- 2020 - Shock
- 2024 - Extra Trax